# オリエンス道
オリエンス道（オリエンスどう、古典ラテン語：praefectura praetorio Orientis プラエフェクトゥラ・プラエトーリオー・オリエンティス, ギリシア語: ἐπαρχότης τῶν πραιτωρίων τῆς ἀνατολῆς, eparkhotēs tōn praitōriōn tēs anatolēs）は、帝政後期のローマ帝国を四分した道（行政区）のひとつである。皇帝に任命された道長官（プラエフェクトゥス・プラエトリオ）が統治した。東ローマ帝国の大半を占め、その中枢はコンスタンティノープルに置かれた。オリエンス道長官は東ローマ帝国において、実質的には第1の腹心として皇帝に次ぐ権力者であった。

## 構造
オリエンス道は、337年のコンスタンティヌス1世の死後に確立された。ローマ帝国は彼の息子たちの間で分割され、コンスタンティウス2世は補佐官としてのプラエフェクトゥス・プラエトリオとともにオリエンス道の統治権を受け継いだ。コンスタンティウスに割り当てられた領域は4つ（後に5つ）の管区を含んでおり、管区はそれぞれ複数の属州で構成されていた。オリエンス道の権限は、トラキア管区 (Diocese of Thrace) に含まれるバルカン半島東部から、アシア管区 (Diocese of Asia) ・ポントゥス管区 (Diocese of Pontus) に含まれるアナトリア半島、そしてオリエンス管区・アエギュプトゥス管区 (Diocese of Egypt) に含まれる中東にまで及んだ。

## オリエンス道長官の一覧

### 4世紀
- フラウィウス・アブラビウス (Fravius Ablabius)

329年 - 337年または338年
- セプティミウス・アキンデュヌス (Septimius Acindynus)

338年 - 340年
- フラウィウス・ピリップス (Flavius Philippus)

344年 - 351年
- タラシウス (it:Thallasius)

？ - 354年
- ドミティアヌス (it:Domitianus)

353年
- ストラテギウス・ムソニアヌス (it:Strategius Musonianus)

354年 - 358年
- ヘルピディウス (it:Helpidius)

360年 - 361年
- サトゥルニウス・セクンドゥス・サルティウス (Saturninius Secundus Salutius)

361年 - 365年
- ネブリディウス (it:Nebridius)

365年
- ドミティウス・モデストゥス (Domitius Modestus)

369年 - 377年
- アブルギウス (Aburgius)

378年
- クィントゥス・クロディウス・ヘルモゲニアヌス・オリュブリウス (Quintus Clodius Hermogenianus Olybrius)

379年
- ネオテリウス (Neoterius)

380年 - 381年
- フロルス (it:Florus)

381年
- マテルヌス・キュネギウス (Maternus Cynegius)

384年 - 388年
- フラウィウス・エウトルミウス・タティアヌス (Flavius Eutolmius Tatianus)

388年 - 392年
- フラウィウス・ルフィヌス (Flavius Rufinus)

392年9月10日 - 395年11月27日
- フラウィウス・カエサリウス (Flavius Caesarius)

1期目：395年11月30日 - 397年7月13日
2期目：400年 - 403年
- フラウィウス・エウテュキアヌス (Flavius Eutychianus)

1期目：397年9月4日 - 399年7月25日
2期目：399年12月11日 - 400年7月12日
- アウレリアヌス (Aurelianus)

1期目：399年8月17日 - 10月2日

### 5世紀
- フラウィウス・エウテュキアヌス

3期目：404年 - 405年
- アウレリアヌス

2期目：414年 - 416年
- フラウィウス・アンテミウス (Flavius Anthemius)

405年 - 414年
- フラウィウス・モナクシウス (Flavius Monaxius)

1期目：414年5月10日 - 11月30日
2期目：416年8月26日 - 420年5月27日
- フラウィウス・エウスタティウス (Flavius Eustathius)

420年 - 422年
- フラウィウス・アスクレピオドトゥス (Flavius Asclepiodotus)

423年 - 425年
- アエティウス (Aetius)

425年
- フラウィウス・ヒエリウス (Flavius Hierius)

1期目：425年 - 428年
2期目：432年
- フラウィウス・フロレンティウス (Flavius Florentius)

1期目：428年 - 430年
2期目：438年 - 439年頃
- アンティオクス・クゾン (Antiochus Chuzon)

430年 - 431年
- ルフィヌス (Rufinus)

431年 - 432年
- フラウィウス・タウルス (Flavius Taurus)

1期目：433年 - 434年
2期目：445年
- フラウィウス・アンテミウス・イシドルス (Flavius Anthemius Isidorus)

435年 - 436年
- ダリウス (Darius)

436年 - 437年
- フラウィウス・タウルス・セレウクス・キュルス (Flavius Taurus Seleucus Cyrus)

439年 - 441年
- トマス (Thomas)

442年
- アポロニウス (Apollonius)

442年 - 443年
- ゾイルス (Zoilus)

444年
- ヘルモクラテス (Hermocrates)

444年
- フラウィウス・コンスタンティヌス (Flavius Constantinus)

1期目：447年頃
2期目：456年
3期目：459年
- アンティオクス・クゾン (it:Antiochus Chuzon)

448年
- フラウィウス・フロレンティウス・ロマヌス・ポトゲネス (Flavius Florentius Romanus Protogenes)

448年 - 449年
- ホルミスダス (it:Hormisdas)

449年 - 450年
- パラディウス (Palladius)

450年 - 455年
- フラウィウス・ウィウィアヌス (Flavius Vivianus)

459年 - 460年
- フラウィウス・イルストリウス・プサエウス (Flavius Illustrius Pusaeus)

1期目？：465年
2期目？：467年
- エリュトリウス (it:Erythrius)

1期目？：466年
2期目？：472年
3期目？：474年または491年
- アルマシウス (Armasius)

469年頃
- コンスタンティヌス (it:Constantinus)

471年
- ディオスコルス (it:Dioscorus)

1期目：472年 - 475年
2期目：489年
- エピニクス (it:Epinicus)

475年
- ラウレンティウス (Laurentius)

475年または476年
- セバスティアヌス (it:Sebastianus)

1期目：476年 - 480年
2期目：484年
- ディオニュシウス (Dionysius)

480年
- アエリアヌス (it:Aelianus)

1期目：480年
2期目：484年
- バシリウス (Basilius)

486年
- マトロニアヌス (Matronianus)

491年
- ヒエリウス (Hierius)

494年 - 496年
- エウペミウス (Euphemius)

496年
- テオドルス (it:Theodorus)

497年
- ポリュカルプス (Polycarpus)

498年

### 6世紀
- アスパル・アリュピウス・コンスタンティヌス (Aspar Alypius Constantinus)

1期目：502年
2期目：505年
- アッピオン (Appion)

503年
- レオンティウス (it:Leontius)

1期目？：503年 - 504年
2期目？：510年
- エウスタティウス (Eustathius)

505年 - 506年
- ゾティクス Zoticus

511年 - 512年
- マリヌス (Marinus)

1期目：512年 - 515年
2期目：519年
- セルギウス (Sergius

517年
- デモステネス (Demosthenes)

520年 - 524年
- アルケラウス (Archelaus)

524年 - 527年
- バシリデス (Basilides)

527年頃
- アトラビウス (Atarbius)

528年頃
- ユリアヌス (Julianus)

530年 - 531年
- カッパドキアのヨハンネス (John the Cappadocian)

1期目：531年 - 532年
2期目：533年 - 541年
- フォカス (Phokas)

533年
- フラウィウス・コミタス・テオドルス・バッスス (Flavius Comitas Theodorus Bassus)

541年頃（ヨハンネスの代理として）
548年頃
- ペトルス・バルスメス (Petrus Barsumes)

1期目：543年 - 546年
2期目：555年 - 562年
- アッダエウス (Flavius Marianus Iacobus Marcellus Aninas Addaeus)

551年頃
- ヘパエストゥス (Flavius Ioannes Theodorus Menas Narses Chnoubammon Horion Hephaestus)

551年 - 552年
- アレオビンドゥス (Areobindus)

553年頃
- ディオメデス (Diomedes)

572年頃
- ゲオルギウス (Georgius)

598年頃
- コンスタンティヌス・ラルデュス (Constantine Lardys)

602年頃